# 알레스 테이셰이라
알레스 테이셰이라 산투스(포르투갈어: Alex Teixeira Santos, 1990년 1월 6일 ~ )는 브라질의 축구 선수로 현재 바스쿠 다 가마에서 미드필더로 뛰고 있으며 브라질 청소년 대표팀 출신이다.

## 대회 성적

### 클럽
바스쿠 다 가마
- 세리이 B : 우승 (2009)
- 캄페오나투 카리오카 : 4강 (2008)

 샤흐타르 도네츠크
- 우크라이나 프리미어리그 : 우승 (2009-10, 2010-11, 2011-12, 2012-13, 2013-14), 준우승 (2014-15, 2015-16)
- 우크라이나컵 : 우승 (2010-11, 2011-12, 2012-13), 준우승 (2013-14, 2014-15), 4강 (2009-10)
- UEFA 유로파리그 : 4강 (2015-16)
- 우크라이나 슈퍼컵 : 우승 (2010, 2011, 2012, 2013, 2014, 2015), 준우승 (2012)

 장쑤 FC
- 중국 슈퍼리그 : 우승 (2020), 준우승 (2016), 4위 (2019)
- 중국 FA컵 : 준우승 (2016, 2020)
- 중국 FA 슈퍼컵 : 준우승 (2016, 2017)

 베식타시 JK
- 튀르키예 슈퍼컵 : 우승 (2021)

### 국가대표팀
브라질 U-15
- CONMEBOL U-15 챔피언십 : 우승 (2005)

 브라질 U-17
- CONMEBOL U-17 챔피언십 : 우승 (2007)

 브라질 U-20
- FIFA U-20 월드컵 : 준우승 (2009)

### 개인 수상
- FIFA U-20 월드컵 실버볼 : 2009
- 우크라이나 프리미어리그 득점상 : 2014-15 (17골 / 공동 수상), 2015-16 (22골)
- 우크라이나 프리미어리그 올해의 선수상 : 2015